# Центральный (Сочи)
Центра́льный — микрорайон в Центральном районе Сочи Краснодарского края, Россия.

## Расположение
Микрорайон расположен на левом равнинном берегу реки Сочи у впадения её в Чёрное море, а также на первой и второй террасах морского берега (юго-западный склон горы Батарейка). Главные транспортные оси микрорайона: Курортный проспект и улица Горького. Растянулся между устьями рек Сочи и Верещагинка, по руслу последней микрорайон и весь район граничит с Хостинским районом города.

## История
Включает в себя две исторически сложившиеся части старого города — Верхний город и Нижний город. Первая часть представляет собой кварталы, образованные сложившейся ещё в XIX веке сеткой улиц. Это старый интеллигентский центр города. Вторая часть — нижний, часто в прошлом затопляемый водами реки Сочи, торговый-ремесленный посад.

## Население
Население — 30 тыс. чел.